# 15763 Nagakubo
15763 Nagakubo este o planetă minoră (asteroid), cu un diametru de 11,895 km, din centura de asteroizi. A fost descoperită pe 26 octombrie 1992 la Kitami Observatory⁠(d) de Kin Endate și a fost numită după Nagakubo Sekisui⁠(d). 
Obiectul prezintă o orbită caracterizată de o semiaxă mare de 2,7291061 UAi, o excentricitate de 0,07, o înclinație de 9,73533 ° în raport cu ecliptica.